# ピエール・フランカステル
ピエール・アルベール・エミール・ギラン・フランカステル（Pierre Albert Émile Ghislain Francastel、1900年6月8日 - 1970年1月2日）はフランスの美術史家で美術評論家。芸術社会学(Sociologie de l'art)の創始者の一人とされ、20世紀における美術史の大家・重鎮。

## 経歴
1900年、パリに生まれる。アルベール・フランカステルとイザベル・テルランダンの一人息子であった彼は、芸術家・ジャーナリスト一家の出身であり（母方の祖父であるフェリックス・テルランダンは画家であった）、子供時代の大半をヴェルサイユで過ごす。少年時代に急性灰白髄炎にかかり、その後遺症を終生耐え忍ぶことになる。パリ大学ソルボンヌ校で古典文学を学ぶのと並行して、1925年にヴェルサイユ宮殿の建築部局にて補助員。1930年にヴェルサイユ宮殿域内の彫刻についての博士論文を提出。『ジュルナル・デ・デバ』など多くの雑誌にも定期的に寄稿する。ワルシャワのフランス学院に赴任して美術史を教え、ワルシャワ大学では東欧諸国の美術史家たちと交流し彼らの唯物論的な理論に親しむ。また、フランス学院の学生で、やがて（名前をフランス化して）彼の妻ガリエンヌ・フランカステルになるハリナ・ヤクブソンとも出会う。
フランスに戻り、1936年にストラスブール大学の助教授。ナチス侵攻後の1943年マキに身を寄せ、レジスタンス運動に能動的に参加。1945年に駐ポーランドフランス大使館の文化顧問に任命され、そこで多くの展覧会を組織する。1948年にはリュシアン・フェーヴルの推挙によって、設立したばかりの高等研究実習院第6部門（後の社会科学高等研究院EHESS）における造形芸術社会学教授（高等研究実習院ではdirecteur d'étude=研究ディレクターと呼ばれる）に任命される。
1970年、パリで没した。

## 理論
フランカステルは自らの理論を「比較歴史社会学」という用語で呼んでいる。彼にとって、芸術は純粋な美的愉悦であるばかりでなく、政治的、宗教的かつ科学的環境と緊密な関係にある社会的生産活動でもある。美術史は、作品の分析や作者特定にのみ限定されるのではもはやなく、とくに、作品をそれが創造された時代やコンテクストと突き合わせることにある。彼の方法の適用対象はイタリア・ルネサンスや19世紀フランス芸術のみならず、近代芸術にもおよぶ。彼の理論は主著である『芸術と社会学』（1948年）および『絵画と社会』（1951年）で展開されている。

## 主要著作
- 1937年 L’Impressionnisme : les origines de la peinture moderne de Monet à Gauguin, Paris, éd. Les Belles lettres, 263 p., rééd. Denoël, 1974
- 1951年 Peinture et société : naissance et destruction d’un espace plastique de la Renaissance au cubisme, Paris, Lyon, Audin, 302 p., ill. ; rééd. Denoël-Gonthier, 1984, 362 p.
  - 『絵画と社会』、大島清次訳、美術名著選書5：岩崎美術社、1968年、新版1991年
- 1955年 Histoire de la peinture française : la peinture de chevalet du XIVe au XXe siècle, Paris, Bruxelles, Amsterdam, Elsevier, 2 vol., ill. ; Tome 1 : Du Moyen Âge à la fin du xviiie siècle, XX-197 p. ; Tome 2 : Du classicisme au cubisme, XX-215 p., rééd. Paris, Gonthier, 1990, 475 p.
- 1956年 Art et technique aux XIXe et XXe siècles, Paris, éd. de Minuit, 308 p., ill. (Coll. L’Homme et la machine, 7) ; rééd. Paris, Gallimard, 1968 (Coll. Tel)
  - 『近代芸術と技術』、近藤昭訳、平凡社、1971年
- 1965年 La Réalité figurative : éléments structurels de sociologie de l’art, Paris, éd. Gonthier, 416 p., ill. ; rééd. Paris, Denoël-Gonthier, 1978 
  - 『形象の解読』、西野嘉章訳、新泉社、1981年
- 1967年 La Figure et le lieu : l’ordre visuel du Quattrocento, Paris, éd. Gallimard, 362 p., ill. (Bibliothèque des sciences humaines) ; rééd. Paris, Denoël-Gallimard, 1980, t. 3, 285 p.
- 1968年 Histoire générale de la peinture : t. II : Le Moyen Âge, Paris, éd. Flammarion, 196 p.
- 1969年 Le Portrait : 50 siècles d’humanisme en peinture, Paris, Librairie Hachette, 207 p. en collab. avec Galienne Francastel 
  - 『人物画論』、ガリエンヌ・フランカステルとの共著、天羽均訳、白水社、1987年
- 1970年 Études de sociologie de l’art : création picturale et société, Paris, éd. Denoël-Gonthier, 256 p. ; rééd. Paris, Gallimard, 1989, 256 p. (Coll. Tel)

## 研究文献
- Pierre Charpentrat, "Pierre Francastel", Annales ESC, n°5, sept.-oct. 1971, p. 1133-1139
- Jean Duvignaud, La Sociologie de l’art et sa vocation interdisciplinaire : Francastel et après, Paris, éd. Denoël-Gonthier, 1976